# Rajić (Bjelovar)
Rajić is een plaats in de gemeente Bjelovar in de Kroatische provincie Bjelovar-Bilogora. De plaats telt 242 inwoners (2001).